# Antoni Primaldo

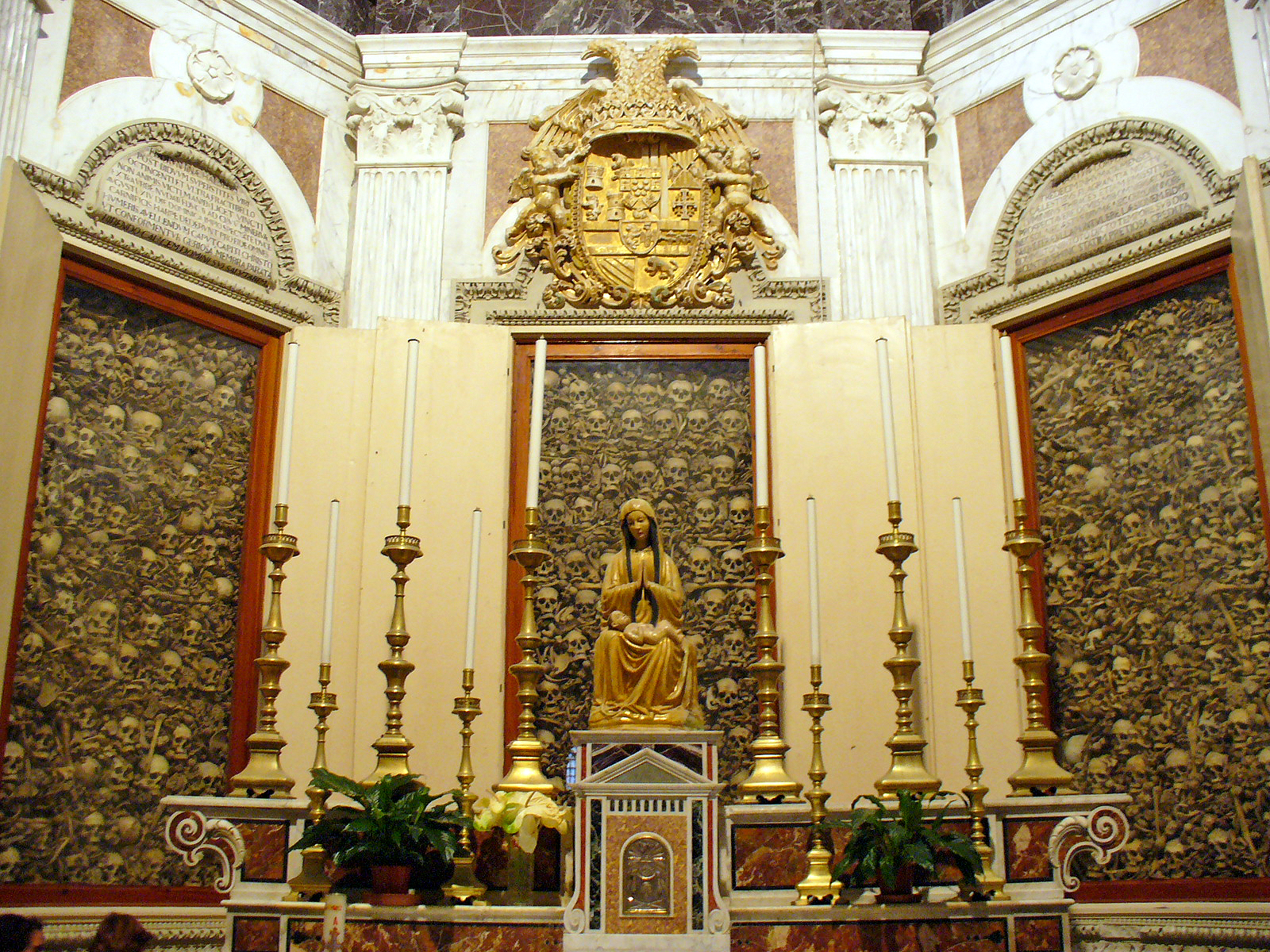
Relikwie męczenników w katedrze w Otranto.

Antoni Primaldo (zm. 13 sierpnia 1480 w Otranto) – włoski święty Kościoła katolickiego, wierny świecki, męczennik chrześcijański, ofiara prześladowań na tle religijnym.
Był krawcem w Otranto. Po zajęciu miasta przez tureckich muzułmanów, znany ze swojej pobożności Antoni Primaldo wystąpił w obronie wiary.
W dniu 13 sierpnia 1480 roku poniósł śmierć męczeńską, ścięty jako pierwszy z 813 mieszkańców miasta, ofiar antykatolickich prześladowań z rąk tureckich muzułmanów.
Według tradycji jego ciało miało pozostać w pozycji stojącej do śmierci ostatniej z ofiar masakry.
14 grudnia 1771 roku miała miejsce beatyfikacja Antonia Primaldo a dokonał ją papież Klemens XIV.
6 lipca 2007 Benedykt XVI przyjął dekret o męczeństwie bł. Antonio Primaldo i jego towarzyszy i ustalił ich lokalne święto na 14 sierpnia, zaś 20 grudnia 2012 podpisał dekret uznający cud za wstawiennictwem błogosławionych a 11 lutego 2013 podczas konsystorza wyznaczył datę ich kanonizacji.
12 maja 2013 na placu placu Świętego Piotra miała miejsce kanonizacja włoskich męczenników, której dokonał następca Benedykta XVI a wybrany w marcu tego samego roku papież Franciszek. Kanonizacja ta była największą w historii Kościoła katolickiego.